# Discourse (Software)
Discourse ist eine Open-Source-Software zum Management von Internetforen und Mailinglisten. Sie hat zum Ziel, bessere Diskussionsqualität zu erreichen als in bis dahin gängigen Internetforen.

## Geschichte
Discourse wurde im Jahre 2013 von Jeff Atwood, Robin Ward und Sam Saffron gegründet. Finanzielle Unterstützung erhielt Discourse von den Risikokapitalunternehmen First Round Capital, SV Angel und Greylock Partners.

## Funktionen
Hinsichtlich der Benutzerfreundlichkeit bricht Discourse mit bestehender Forensoftware: Es beinhaltet Features, die sonst eher aus sozialen Netzwerken als aus Foren bekannt sind, wie zum Beispiel infinite scrolling, Live-Updates, Automatische Generierung einer HTML-Vorschau von verlinkten Webseiten („Oneboxing“), sowie Drag and Drop für Anhänge. Ziele und Antrieb des Projekts sind allerdings eher sozialer als technischer Natur: Durch die verbesserte Forensoftware soll sich auch die Diskussionsqualität verbessern.

## Technik
Discourse ist in JavaScript und Ruby on Rails geschrieben und benutzt Ember.js als Framework. Als Datenbankmanagementsystem wird PostgreSQL genutzt. Der Quelltext steht unter der GNU General Public License Version 2.

## Geschäftsmodell
Die Software von Discourse ist quelloffen (GPLv2) und kostenlos nutzbar. Einnahmen generiert das Unternehmen dahinter aus den Verkäufen von Hosting und Support. Es stehen dazu verschiedene Optionen zur Verfügung, wovon jede vor dem Kauf 14 Tage kostenlos in vollem Umfang testbar ist.

## Verbreitung und Nutzung
Discourse wird von mehr als 600 Unternehmen und Projekten eingesetzt, darunter:
- Atlassian[14]
- Atom (Texteditor)[15]
- Cisco Systems[16]
- Diaspora[17]
- Docker[18]
- Let’s Encrypt[19]
- Mozilla[20]
- Nextcloud[21]
- Open Knowledge Foundation[22]
- OpenRefine[23]
- Twitter[24]